# Jednolity Plik Kontrolny
Jednolity Plik Kontrolny (JPK) – standard wymiany danych księgowych; Format pliku —polski odpowiednik Standard Audit File for Tax (SAF-T).
JPK został wprowadzony ustawą z 10 września 2015 r. o zmianie ustawy Ordynacja podatkowa. Pierwotnie nie przewidywano obowiązku regularnego przekazywania rejestrów VAT, obowiązek ten został wprowadzony ustawą z 13 maja 2016 r. i od 1 lipca 2016 roku zaczął być sukcesywnie wprowadzany. Przygotowanie JPK nie jest możliwe ręcznie i wymaga wyposażenia systemów księgowych podatników w funkcje umożliwiające wytworzenie takiego pliku. W niektórych przypadkach konieczna jest również modyfikacja zasad prowadzenia ksiąg oraz sposobu dokumentowania transakcji handlowych.
SAF-T został opracowany przez Organizację Współpracy Gospodarczej i Rozwoju (OECD).
Po raz pierwszy został przyjęty przez Portugalię, następnie przez Francję, Niemcy, Luksemburg i Austrię.

## Cel wprowadzenia JPK
Podstawowym celem wprowadzenia Jednolitego Pliku Kontrolnego było usunięcie luki VAT poprzez bieżącą kontrolę danych o transakcjach VAT. JPK usuwa bariery w przekazywaniu danych elektronicznych, dzięki czemu znacząco może usprawnić działania kontrolne nie tylko organów podatkowych, ale także biegłych rewidentów i audytorów. Dzięki JPK można sprawnie przeprowadzić czynności sprawdzające i kontrolne. Dostęp do ustandaryzowanych danych w formie elektronicznej pozwala na szybkie ustalenie nieprawidłowości w rozliczeniach podatkowych. Szybkie ustalenie nieprawidłowości ma przeciwdziałać takim zjawiskom jak wyłudzenia VAT czy unikanie opodatkowania.
JPK ma przynieść również korzyść samym przedsiębiorstwom, dlatego że ma on w założeniu skrócić czas kontroli skarbowej, dzięki czemu przedsiębiorcy będą mogli zmniejszyć koszty związane z taką kontrolą. Poza tym przedsiębiorcy mają zyskać także nowy mechanizm kontroli wewnętrznej, który pozwoli monitorować pracę służb księgowych
Dane zawarte w JPK, z uwagi na ich format (XML) i ustandaryzowanie są doskonałym źródłem dla analiz finansowo-księgowych i controllingowych.

## Pliki JPK
W skład JPK wchodzą następujące pliki:
| JPK_KR    | z danymi z ksiąg rachunkowych, |
| JPK_WB    | z danymi z wyciągów bankowych, |
| JPK_MAG   | z danymi z magazynów, |
| JPK_VAT   | z danymi z ewidencji zakupu i sprzedaży VAT, obowiązywał do września 2020, obecnie wykorzystywany wyłącznie do celów korekty wcześniej złożonych plików, |
| JPK_FA    | z danymi o fakturach VAT, |
| JPK_PKPIR | z danymi z podatkowej księgi przychodów i rozchodów, |
| JPK_EWP   | z danymi z ewidencji przychodów, |
| JPK_SF    | sprawozdania finansowe elektroniczne. |
| JPK_V7    | obowiązuje od 1 października 2020. Zastąpił plik JPK_VAT i deklarację VAT7.                                                                              |

## JPK_V7
Obowiązujący od 1 października 2020 roku plik JPK_V7 (M- dla deklaracji składanych miesięcznie/ K- dla deklaracji składanych kwartalnie) zawiera zestaw informacji o zakupach i sprzedaży wynikających z ewidencji VAT za dany okres, pozycje z obecnej deklaracji VAT-7 oraz dodatkowe dane i oznaczenia potrzebne do analizy poprawności rozliczenia. Podstawą prawną nowej deklaracji jest nowelizacja ustawy o podatku od towarów i usług.
Nowa deklaracja zawiera szczegółowe oznaczenia dla pewnych typów transakcji oraz określonych towarów i usług. Transakcje objęte szczególną procedurą rozliczania podatku VAT muszą być oznaczone w deklaracji następującymi oznaczeniami:
- „SW” – Dostawa w ramach sprzedaży wysyłkowej z terytorium kraju, o której mowa w art. 23 ustawy.
- „EE” – Świadczenie usług telekomunikacyjnych, nadawczych i elektronicznych, o których mowa w art. 28k ustawy.
- „TP” – Istniejące powiązania między nabywcą a dokonującym dostawy towarów lub usługodawcą, o których mowa w art. 32 ust. 2 pkt 1 ustawy.
- „RO” –  Raport fiskalny.
- „WEW” –  dokument wewnętrzny opodatkowania.
- „FP” –  faktury do paragonu.
- „MPP” – Transakcja objęta obowiązkiem stosowania mechanizmu podzielonej płatności. Oznaczenie „MPP” należy stosować do faktur o kwocie brutto wyższej niż 15 000,00 zł, które dokumentują dostawę towarów lub świadczenie usług wymienionych w załączniku nr 15 do ustawy.

- „TT_WNT” – w przypadku wewnątrzwspólnotowego nabycia towarów dokonanego przez drugiego w kolejności podatnika VAT w ramach transakcji trójstronnej w procedurze uproszczonej, o której mowa w dziale XII rozdziale 8 ustawy o VAT,

- „TT_D” – wobec dostawy towarów poza terytorium kraju dokonanej przez drugiego w kolejności podatnika VAT w ramach transakcji trójstronnej w procedurze uproszczonej, o której mowa w dziale XII rozdziale 8 ustawy o VAT,
- „MR_T” – w odniesieniu do świadczenia usług turystyki opodatkowanego na zasadach marży zgodnie z art. 119 ustawy o VAT,
- „MR_UZ” – w odniesieniu do dostawy towarów używanych, dzieł sztuki, przedmiotów kolekcjonerskich i antyków opodatkowanych na zasadach marży zgodnie z art. 120 ustawy o VAT,
- „I_42” – w przypadku wewnątrzwspólnotowej dostawy towarów następującej po imporcie tych towarów w ramach procedury celnej 42 (import),
- „I_63” – w przypadku wewnątrzwspólnotowej dostawy towarów następującej po imporcie tych towarów w ramach procedury celnej 63 (import),
- „B_SPV” – dla transferu bonu jednego przeznaczenia dokonanego przez podatnika działającego we własnym imieniu, opodatkowanego zgodnie z art. 8a ust. 1 ustawy o VAT,
- „B_SPV_DOSTAWA” – dla dostawy towarów oraz świadczenia usług, które obejmuje bon jednego przeznaczenia na rzecz podatnika, który wyemitował bon zgodnie z art. 8a ust. 4 ustawy o VAT,
- „B_MPV_PROWIZJA” – wobec świadczenia usług pośrednictwa oraz innych usług dotyczących transferu bonu różnego przeznaczenia, opodatkowanych zgodnie z art. 8b ust. 2 ustawy o VAT.

W broszurze informacyjnej dotyczącej struktury nowej deklaracji JPK_V7 wyodrębniono również 13 kodów towarów i usług wrażliwych, koniecznych do szczególnego oznaczenia następującymi symbolami:
- GTU_01 – Dostawa napojów alkoholowych - alkoholu etylowego, piwa, wina, napojów fermentowanych i wyrobów pośrednich, w rozumieniu przepisów o podatku akcyzowym.
- GTU_02 – Dostawa towarów, o których mowa w art. 103 ust. 5aa ustawy.
- GTU_03 – Dostawa oleju opałowego w rozumieniu przepisów o podatku akcyzowym oraz olejów smarowych, pozostałych olejów o kodach CN od 2710 19 71 do 2710 19 99, z wyłączeniem wyrobów o kodzie CN 2710 19 85 (oleje białe, parafina ciekła) oraz smarów plastycznych zaliczanych do kodu CN 2710 19 99, olejów smarowych o kodzie CN 2710 20 90, preparatów smarowych objętych pozycją CN 3403, z wyłączeniem smarów plastycznych objętych tą pozycją.
- GTU_04 – Dostawa wyrobów tytoniowych, suszu tytoniowego, płynu do papierosów elektronicznych i wyrobów nowatorskich, w rozumieniu przepisów o podatku akcyzowym.
- GTU_05 – Dostawa odpadów - wyłącznie określonych w poz. 79-91 załącznika nr 15 do ustawy.
- GTU_06 – Dostawa urządzeń elektronicznych oraz części i materiałów do nich, wyłącznie określonych w poz. 7-9, 59-63, 65, 66, 69 i 94-96 załącznika nr 15 do ustawy.
- GTU_07 – Dostawa pojazdów oraz części samochodowych o kodach wyłącznie CN 8701 - 8708 oraz CN 8708 10.
- GTU_08 – Dostawa metali szlachetnych oraz nieszlachetnych - wyłącznie określonych w poz. 1-3 załącznika nr 12 do ustawy oraz w poz. 12-25, 33-40, 45, 46, 56 i 78 załącznika nr 15 do ustawy.
- GTU_09 – Dostawa leków oraz wyrobów medycznych - produktów leczniczych, środków spożywczych specjalnego przeznaczenia żywieniowego oraz wyrobów medycznych, objętych obowiązkiem zgłoszenia, o którym mowa w art. 37av ust. 1 ustawy z dnia 6 września 2001 r. - Prawo farmaceutyczne (Dz.U. z 2021 r. poz. 1977, z późn. zm.).
- GTU_10 – Dostawa budynków, budowli i gruntów.
- GTU_11 – Świadczenie usług w zakresie przenoszenia uprawnień do emisji gazów cieplarnianych, o których mowa w ustawie z dnia 12 czerwca 2015 r. o systemie handlu uprawnieniami do emisji gazów cieplarnianych (Dz.U. z 2024 r. poz. 1505).
- GTU_12 – Świadczenie usług o charakterze niematerialnym - wyłącznie: doradczych, księgowych, prawnych, zarządczych, szkoleniowych, marketingowych, firm centralnych (head offices), reklamowych, badania rynku i opinii publicznej, w zakresie badań naukowych i prac rozwojowych.
- GTU_13 – Świadczenie usług transportowych i gospodarki magazynowej - Sekcja H PKWiU 2015 symbol ex 49.4, ex 52.1.

## Struktura JPK
JPK ma postać plików XML (ang. eXtensible Markup Language, rozszerzalny język znaczników). Schematy XSD (ang. XML Schema Definition, definicja schematu rozszerzalnego języka znaczników) publikuje Ministerstwo Finansów na dedykowanej podatkom stronie internetowej (podatki.gov.pl).

## Wysyłanie JPK
Pliki wchodzące w skład JPK mogą być dostarczone na potrzeby kontroli skarbowej elektronicznie. Wymagane jest przy tym posiadanie kwalifikowanego podpisu elektronicznego. Każdy z plików jest kompresowany metodą ZIP. Następnie jest dzielony na pliki o maksymalnej wielkości 60 MB. Każdy z nich jest szyfrowany przy użyciu algorytmu AES z 256-bitowym kluczem.

### Obsługiwane systemy
W przeciwieństwie do znanego problemu z Płatnikiem, gdzie wymagano od przedsiębiorcy posiadania płatnego systemu jednego producenta, tutaj można skorzystać z darmowego, uniwersalnego systemu. Aplikacja ma instalator na Linuxa 32 i 64-bitowego.

## Kto i od kiedy wysyła JPK
|                                 | Przedsiębiorcy | Przedsiębiorcy  | Przedsiębiorcy  |
|                                 | Duże           | Średnie i małe  | Mikro           |
| ------------------------------- | -------------- | --------------- | --------------- |
| Cyklicznie (co miesiąc) JPK_VAT | 1 lipca 2016   | 1 stycznia 2017 | 1 stycznia 2018 |
| Na żądanie pozostałe typy JPK   | 1 lipca 2016   | 1 lipca 2018    | 1 lipca 2018    |